# Orbellia montana
Orbellia montana är en tvåvingeart som beskrevs av Gorodkov 1972. Orbellia montana ingår i släktet Orbellia och familjen myllflugor. Inga underarter finns listade i Catalogue of Life.